# Киндинов, Евгений Арсеньевич
Евге́ний Арсе́ньевич Кинди́нов (род. 24 мая 1945 года, Москва) — советский и российский актёр театра и кино. Народный артист РСФСР (1989).

## Биография
Родился в семье ретушёра, младший ребёнок в семье, имел старшего брата Льва (1935 г. р.), старшую сестру Наталию (1939 г. р.). Школьником, по настоянию старшей сестры, пришёл в театральный кружок при дворце пионеров и увлёкся театром.
Среднюю школу окончил в Москве. Одноклассник будущей народной артистки РСФСР Екатерины Сергеевны Васильевой.
Окончил Школу-студию МХАТ в 1967 году (курс В. К. Монюкова).
Актёр МХТ имени Чехова. Профессор ВГИКа.
В 1970—1980-е годы много и плодотворно снимался в кино. Всесоюзная слава пришла с исполнением главной роли в культовом фильме режиссёра Андрея Кончаловского «Романс о влюблённых» (1974).
Работал на озвучивании зарубежных фильмов (МНВК-ТВ-6).
26 сентября 2015 года актёр принял участие в театрализованных онлайн-чтениях произведений А. П. Чехова «Чехов жив».

## Семья
Отец — Арсений Киндинов, работал ретушёром в фотоателье.
Старший брат — Лев Арсеньевич Киндинов (род. 1935), инженер. Сестра — Наталия Киндинова (род. 1939), советская актриса театра и кино, театральный педагог, заслуженная артистка РСФСР (1980).
Жена — Киндинова, Галина Максимовна (род. 1944), заслуженная артистка Российской Федерации (1999). Дочь — Дарья Киндинова (род. 1985), окончила МГИМО, юрист—международник.

## Роли в театре
В настоящее время играет в спектаклях МХТ имени Чехова: «Антигона» Ж. Ануя (Хор), «Новый американец» С. Довлатова (Цуриков), «Рождественские грёзы» Н. Птушкиной (Игорь), «Художник, спускающийся по лестнице» Т. Стоппарда (Доннер), «Тутиш» А. Торка (Кароматулло). Кроме того, играет Крутицкого в спектакле Театра под руководством О. Табакова «На всякого мудреца довольно простоты» А. Н. Островского, а также в спектакле «Нездешний вечер» театра «Сфера».

## Фильмография
| Год  |   | Название                                           | Роль |
| ---- | - | -------------------------------------------------- | --- |
| 1968 | ф | Каратель                                           | Вангелис |
| 1968 | ф | Мёртвый сезон                                      | эпизод |
| 1969 | ф | Старый дом                                         | Николай Сазонов                                                                                                   |
| 1970 | ф | Мир хижинам, война дворцам                         | англичанин Дженклс                                                                                                |
| 1970 | ф | Городской романс                                   | Женя Никитин |
| 1971 | ф | Молодые                                            | Алексей Николаев                                                                                                  |
| 1971 | ф | Весенняя сказка                                    | Мизгирь |
| 1971 | ф | Пой песню, поэт…                                   | русый парень |
| 1973 | ф | Истоки                                             | Анатолий Иванов                                                                                                   |
| 1973 | ф | По собственному желанию                            | Костя Поташов |
| 1973 | ф | Старые стены                                       | Павлик |
| 1974 | ф | Моя судьба                                         | Борис Барабанов                                                                                                   |
| 1974 | ф | Романс о влюблённых                                | Сергей Никитин |
| 1976 | ф | Сердце… сердце…                                    | Рамиз |
| 1977 | ф | Золотая мина                                       | Сергей Крошин, сотрудник уголовного розыска, капитан милиции                                                      |
| 1977 | ф | Талант                                             | Родионов |
| 1977 | ф | Личное счастье                                     | Дорошин, главный санитарный врач района                                                                           |
| 1977 | ф | Мама, я жив (ГДР)                                  | Виктор Глунский                                                                                                   |
| 1978 | ф | Вас ожидает гражданка Никанорова                   | Женя, друг Дёжкина                                                                                                |
| 1978 | ф | Срочный вызов                                      | Петров, молодой хирург                                                                                            |
| 1979 | ф | Особо важное задание                               | Гуреев |
| 1979 | ф | Таёжная повесть                                    | Георгий Герцев |
| 1979 | ф | Клуб самоубийц, или Приключения титулованной особы | Саймон Роллз, богослов                                                                                            |
| 1981 | ф | Танкодром                                          | подполковник Кулешов                                                                                              |
| 1981 | ф | Ночь на четвёртом круге                            | Линьков |
| 1982 | ф | Без видимых причин                                 | Плюснин |
| 1982 | ф | Возвращение резидента                              | Брокман, западногерманский шпион                                                                                  |
| 1983 | ф | Требуются мужчины                                  | Зяблов |
| 1983 | ф | Тревожный вылет                                    | Алексей Жильцов, капитан                                                                                          |
| 1984 | ф | Колье Шарлотты                                     | Северцев |
| 1984 | ф | Нам не дано предугадать…                           | Виталий Прошин |
| 1986 | ф | Конец операции «Резидент»                          | Карл Брокман, западногерманский шпион                                                                             |
| 1991 | ф | Под маской беркута                                 | Гилберт |
| 1992 | ф | Господи, помилуй заблудших                         | Имя персонажа не указано                                                                                          |
| 1998 | ф | Чехов и Ко                                         | «Хороший конец» — Стычкин, обер-кондуктор; «Длинный язык» — Васечка; «Сирена» — Степан Францыч, товарищ прокурора |
| 2001 | с | Парижский антиквар                                 | Константин Борисов, начальник управления СВР                                                                      |
| 2003 | с | Сыщики-2                                           | Тихон Иванович (серии: «Детектор лжи», «Вспышка», «Огонь небесный»)                                               |
| 2004 | ф | Долгое прощание                                    | Григорий Ребров (в старости)                                                                                      |
| 2004 | с | Дети Арбата                                        | Л. Б. Каменев |
| 2005 | с | Адъютанты любви                                    | Рене, монах-тамплиер                                                                                              |
| 2008 | ф | Казаки-разбойники                                  | Меркулов, дед Андрея                                                                                              |
| 2013 | с | Склифосовский (3 сезон)                            | Голиков |

## Дубляж и закадровое озвучивание
- Роботек — часть персонажей (в дубляже 1990-х годов — серии, показанные по «2x2»)[2]
- Спиди-гонщик — половина всех мужских ролей[2]
- 1994—1995 — Аладдин (мультсериал) — Арбатас, капитан Морк (эпизод «Рыбалка в пустыне»)[2]

### Фильмы
- 1979 — Выгодный контракт — роль Станислава Юдина, играл актёр Рогволд Суховерко
- 1984 — Блондинка за углом — роль рабочего универсама, играл актёр Алексей Жарков

### Мультфильмы
- 1983 — Космические пришельцы. Фильм 2
- 1984 — Ученик волшебника — директор зоопарка
- 1984 — А в этой сказке было так… — царевич
- 1985 — Остров капитанов (фильмы 1 и 2)

### Документальные фильмы и телепередачи
- Мы — интернационалисты (док. фильм, реж. Г. Красков, 1984) — закадровый текст
- Экспедиция ЧИЖ (док. передача, Культура, 1998—2001) — закадровый текст

### Радиоспектакли
- Год неизвестен — «Ювенильное море» А. Платонов[3].

## Почётные звания и награды
- 6 сентября 1978 года — Заслуженный артист РСФСР
- 14 ноября 1980 года — Орден «Знак Почёта»: за большую работу по подготовке и проведению Игр XXII Олимпиады[4]
- 24 августа 1989 года — Народный артист РСФСР
- 23 октября 1998 — Орден Почёта[5]
- 25 октября 2005 — Орден «За заслуги перед Отечеством» IV степени[6]
- 1 октября 2021 — Орден «За заслуги перед Отечеством» III степени[7]